# Abena Busia
Pour les articles homonymes, voir Busia (homonymie).
Abena P. A. Busia, née le 28 avril 1953, est une féministe, poète, écrivaine, enseignante et diplomate ghanéenne. Elle a été professeure associée de littérature en anglais, et de femmes et d'études de genre à l'université Rutgers, et ambassadrice au Brésil.

## Biographie
Abena Busia est née à Accra, le 28 avril 1953, dans la famille royale Yenfri à Wenchi dans la région de Brong-Ahafo au Ghana. Fille de l'homme politique Kofi Abrefa Busia, qui a été chef de gouvernement à la fin des années 1960 et début des années 1970, et de Naa Morkor Busia, elle est la sœur de l'actrice Akosua Busia. Elle passe son enfance au Ghana, puis aux Pays-Bas et au Mexique avant de s'installer dans un petit village à proximité d'Oxford, où sa famille s'est finalement implantée,.
Elle suit des études supérieures en langue et littérature anglaise à St Anne's College, à Oxford, en 1976, puis en anthropologie sociale au St Antony's College en 1984. Elle intervient ensuite dans le corps enseignant du Ruskin College (en), un collège affilié à l'université d'Oxford, et est professeure invitée dans le programme d'études africaines et afro-américaines à l'université Yale. Elle obtient un certain nombre de bourses de recherche postdoctorales, notamment une bourse Andrew Mellon dans le département d'anglais du Bryn Mawr College, et au Centre d'études afro-américaines d'Études à l'université de Californie à Los Angeles.
Abena Busia est co-directrice du Women Writing Africa Project et est professeure associée à l'université Rutgers, sur l'étude des genres,,.
Elle enseigne également dans d'autres institutions, telles que Yale et l'Université du Ghana. Féministe, elle est également reconnue comme poète, essayiste et auteure de nouvelles.
Elle a publié plusieurs ouvrages sur la présence des femmes noires dans le monde littéraire, sur le discours colonial et post-colonial,. Son travail littéraire est inclus dans les anthologies comme The Daughters of Africa (ed. Margaret Busby, 1992).
En juillet 2017, le président de la République Nana Akufo-Addo la nomme ambassadeur au Brésil.

## Carrière
Abena Busia a été la co-directrice du projet Women Writing Africa Project (qui, entre 2002 et 2008, a publié les quatre tomes de la saga Women Writing Africa Series). Elle était aussi professeure d’anglais à l’université de Rutgers.

## Principales publications

### Poésie
- Testimonies of Exile — recueil illustré par Akosua Busia (Africa World Press, 1990;  (ISBN 978-0865431614))
- Traces of a Life: A Collection of Elegies and Praise Poems (Ayebia Clarke Publishing, 2008;  (ISBN 978-0955507977))

### Essais et directions d'ouvrages
- Theorizing Black Feminisms : The Visionary Pragmatism of Black Women, en collaboration avec Stanlie M. James (Routledge, 1993;  (ISBN 978-0415073370)).
- Beyond Survival : African Literature and the Search for New Life, en collaboration avec Kofi Anyidoho et Anne Adams (Africa World Press, 1999;  (ISBN 978-0865437098)).
- Women Writing Africa : West Africa and Sahel, 2005.